# Sebastes melanops
Sebastes melanops är en fiskart som beskrevs av Girard, 1856. Sebastes melanops ingår i släktet Sebastes och familjen kungsfiskar. Inga underarter finns listade i Catalogue of Life.